# Julian Gollop
Julian Gollop – brytyjski projektant gier komputerowych, brat programisty Nicka Gollopa. Karierę programisty rozpoczął w 1982 roku, kiedy był jeszcze uczniem, zaczynał od tworzenia gier na BBC Micro oraz ZX Spectrum. W swojej twórczości inspirował się strategicznymi grami planszowymi, m.in. autorstwa Games Workshop. Wespół z Nickiem Gollopem stworzył serię taktycznych gier turowych X-COM. Po przeprowadzce do Bułgarii rozpoczął pracę w Ubisoft Sofia. Od 2013 jest CEO studia Snapshot Games, w którym pracował nad Chaos Rebornem ufundowanym dzięki zbiórce na Kickstarterze oraz będącym w produkcji Phoenix Pointem.

## Gry wyprodukowane
- Phoenix Point (w produkcji)
- Chaos Reborn (2013)
- Ghost Recon: Shadow Wars (2011)
- Rebelstar: Tactical Command (2005)
- Laser Squad Nemesis (2002)
- The Dreamland Chronicles: Freedom Ridge (tytuł anulowany)
- Magic and Mayhem (1998)
- X-COM: Apocalypse (1997)
- UFO: Enemy Unknown/X-COM: UFO Defense (1994)
- Lords of Chaos (1990)
- Laser Squad (1988)
- Rebelstar II (1988)
- Rebelstar (1986)
- Chaos: The Battle of Wizards (1985)
- Rebelstar Raiders (1984)
- Nebula (1984)
- Battlecars (1984)
- Islandia (1983)
- Time Lords (1983)